# Північень
Північень (рум. Pivniceni) — село в Молдові в Дондушенському районі. Утворює окрему комуну.